# (467170) 2016 EH109
(467170) 2016 EH109 es un asteroide perteneciente al cinturón de asteroides, descubierto el 18 de marzo de 2004 por el equipo Spacewatch desde el Observatorio Nacional de Kitt Peak (Arizona, Estados Unidos).